# Pentispa distincta
Pentispa distincta är en skalbaggsart som först beskrevs av Joseph Sugar Baly 1886.  Pentispa distincta ingår i släktet Pentispa och familjen bladbaggar. Inga underarter finns listade i Catalogue of Life.